# گلوتاکون‌آلدئید
گلوتاکون‌آلدئید (به انگلیسی: Glutaconaldehyde) یک ترکیب شیمیایی با شناسه پاب‌کم ۶۰۱۱۹۳۶ است. 